# Kurihara Akihiro
Akihiro Kurihara (sinh ngày 2 tháng 5 năm 1985) là một cầu thủ bóng đá người Nhật Bản.

## Sự nghiệp câu lạc bộ
Akihiro Kurihara đã từng chơi cho Albirex Niigata, Albirex Niigata Singapore và AC Nagano Parceiro.